# 김갑수 (독립운동가)
김갑수(金甲洙, 1894년 9월 3일 ~ 1938년 8월 16일)는 일제강점기의 독립운동가로, 충청남도 서천(舒川) 사람이다.

## 생애
1915년, 월남 이상재(李商在)와 함께 중국 상하이(上海)로 건너가 남양(南陽)대학에 다니면서 여운형(呂運亨)·서병호(徐炳浩)·조동호(趙東祜) 등과 교류하였으며, 이후~ 여운형이 이끄는 전 중국대학 축구 대표선수로 선발되어 필리핀에 원정을 가 일제 침략의 부당성을 세계에 호소하고 우리 민족의 자주성을 주장하였다.
또한 상해의 재해외(在海外) 조선인유학생회를 주도하였다. 1918년, 애국동지들을 규합하고자 국내에 진입하였으나 군산에서 일경에게 피체되어 고문을 받다가 한국인 간수의 도움으로 탈출하여 상해로 갔다.
1919년 4월, 상하이에서 초대 의정원 의원으로 임시정부 수립에 참여하였다. 이 당시 그는 임시정부 발행채권을 가지고 국내에 들어와 전북 임피(任陂) 등지에서 독립운동 자금 모집에 노력하였다.
그 후 1921년, 대한민국 임시정부의 주선으로 독일(뷔쯔부르크 대학)에 유학 중 베를린 고려학우회(高麗學友會)를 조직하여 활동하기도 하였다.
1926년, 귀국하여 이상재의 권유로 배재학교 교감으로 7개월간 근무하였으나, 일경의 탄압으로 북간도 용정(龍井)으로 건너가 동흥(東興)학교에서 교사로 활동하였다.
1927년, 다시 귀국한 그는 민족자본의 육성을 위해 전북 완주 봉동에서 윤건중(尹建重)이 설립한 봉우산업조합에 참여하여 이사로 활동하다가 1938년 사망하였다.

## 수상
- 대한민국 건국포장(1993년)

## 참고 자료
- 명치백년사총서(김정명) 제2권 456면
- 임시정부의정원문서(국회도서관) 93~103면
- 독립신문(1920. 4. 3, 1921. 3. 19)
- 동아일보(1922. 3. 27)